# The Link Wray Rumble
The Link Wray Rumble es un álbum de estudio del músico estadounidense Link Wray. Fue publicado en julio de 1974 a través de Polydor Records. 

## Grabación y contenido
Las sesiones de grabación del álbum tuvieron lugar en dos estudios diferentes de San Francisco, California: Wally Heider Studios y Funky Features. La sección de viento se grabó en The Record Plant, un estudio ubicado en Sausalito, California. Una vez completas las sesiones de grabación, Fred Catero mezcló el álbum en el estudio A de Wally Heider. Skip Drinkwater y Bruce Steinberg produjeron el álbum. The Link Wray Rumble contenía diez canciones. Siete de las canciones fueron escritas por el propio Wray. El álbum incluía una regrabación de su canción insignia de 1958, «Rumble». El álbum también incluía «I Got to Ramble», una canción dedicada a la memoria de Duane Allman, que murió en un accidente de motocicleta el 29 de octubre de 1971, a la edad de 24 años.

## Recepción de la crítica
Un escritor no especificado de la revista Cash Box comentó: “El LP está cargado de rock fino”.

## Lista de canciones
Todas las canciones escritas y compuestas por Link Wray, excepto donde esta anotado. 
| Lado uno |                          |                |          |  |
| N.º      | Título                   | Escritor(es)   | Duración |  |
| 1.       | «It Was a Bad Scene»     |                | 3:33     |  |
| 2.       | «Good Time Joe»          |                | 4:01     |  |
| 3.       | «Walkin' Bulldog»        |                | 3:06     |  |
| 4.       | «I Got to Ramble»        |                | 4:41     |  |
| 5.       | «Backwoods Preacher Man» | Tony Joe White | 4:02     |  |

| Lado dos |                            |                  |          |  |
| N.º      | Título                     | Escritor(es)     | Duración |  |
| 1.       | «Super 88»                 | Mark Jordan      | 3:25     |  |
| 2.       | «She's That Kind of Woman» |                  | 4:04     |  |
| 3.       | «Step This Way»            |                  | 3:45     |  |
| 4.       | «We Said I Do»             | Jordan Rip Stock | 3:39     |  |
| 5.       | «Rumble»                   |                  | 2:36     |  |

## Créditos y personal
Créditos adaptados desde las notas de álbum de The Link Wray Rumble.
Músicos
- Link Wray – voz principal, guitarra líder, rítmica y acústica, dobro
- John Dzerigian – guitarra rítmica y acústica
- Boz Scaggs – guitarra rítmica
- Mark Jordan – piano, piano eléctrico Fender Rhodes, clavinet, órgano
- Rick Shlosser – batería
- Tom Rutley – bajo eléctrico en todas las canciones excepto «Rumble»
- Joe Crane – bajo eléctrico, piano en «Rumble»
- Andy Narell – steel drums, sintetizador Moog
- Pete Escovedo – conga
- Skip Drinkwater – percusión
- Bruce Steinberg – armónica
- Lenny Pickett – saxofón tenor, saxofón alto en «Step This Way»
- Emilio Castillo – saxofón tenor
- Steve Kupka – saxofón barítono
- Mic Gillette – trompeta
- Greg Adams – trompeta